# Anthony Aibel
Anthony Aibel, né à New York (État de New York), est un réalisateur, acteur, écrivain, producteur et ancien directeur musical américain. Il est également coach de théâtre et travaille avec des acteurs connus et émergents au niveau international. Il a remporté un prix spécial de la Juilliard School pour son travail éducatif.

## Biographie

### Jeunesse et éducation
Anthony Aibel est né à New York, de la pianiste/directrice de festival Olegna Fuschi et du pianiste Howard Aibel. Ils sont également professeurs de musique. Le grand-père maternel d'Anthony Aibel était l'inventeur Antonio Fuschi, tandis que son grand-père paternel, Louis Aibel, était médecin. Ses grand-mères, Creta Vir Den et Sylvia Aibel étaient toutes deux musiciennes. Son oncle est l'avocat du divertissement Donald J. Aibel, et il a deux cousins qui travaillent également dans l'industrie du divertissement : le directeur artistique/directeur de casting du Vineyard Theatre (en) Douglas Aibel, et le scénariste/producteur de DreamWorks, Jonathan Aibel. Anthony Aibel a grandi avec l'actuaire Hayden Burrus. À l'âge de quatre ans, il joue l'un de ses premiers rôles d'acteur en disant à Burrus (également âgé de quatre ans) : « Je dois te dire quelque chose… Je déménage en Chine. » Anthony Aibel a également grandi avec son cousin Matthew Aibel, un travailleur social clinicien agréé à Long Island.
À l'âge de six ans, Anthony Aibel décroche son premier rôle principal dans une pièce de théâtre alors qu'il était étudiant à la Riverdale Country School (en), une alma mater de John F. Kennedy. Par la suite, il a continué à décrocher des rôles principaux dans la plupart des pièces de théâtre et comédies musicales de l'école, dont plusieurs dirigées par Ian Ellis James, lauréat d'un Emmy Awards. À huit ans, il commence à chanter professionnellement dans le chœur d'enfants du Metropolitan Opera et, à 11 ans, il devient soliste vocal au Lincoln Center.
À 16 ans, Anthony Aibel est l'un des plus jeunes étudiants jamais acceptés à la Juilliard School, où il étudie la direction musicale, la mise en scène, le théâtre et la composition, ainsi que le chant et le violon/alto, obtenant sa maîtrise ainsi que le surnom de « Master of Some » (« Maître de certains »).
Anthony Aibel étudie également le théâtre pendant plusieurs années au T. Schreiber Studio avec Terry Schreiber, qui a été le professeur d'Edward Norton, Maria Bello et Peter Sarsgaard. Anthony Aibel a également été accepté dans le programme d'échange Juilliard avec l'université Columbia, où il a étudié la littérature, la philosophie et l'écriture. De même, il a intègré Tanglewood où il a étudié avec John Williams, cinq fois lauréat d'un Oscar ainsi qu'avec Leonard Bernstein, bien connu grâce à West Side Story.

### Carrière
Anthony Aibel produit et réalise actuellement plusieurs nouvelles séries sur Shock TV Channel, sous l'égide de Willing & Aibel Productions, LLC.
Il est également reconnu pour ses spectacles au Carnegie Hall et au Kennedy Center qui mettaient en vedette des artistes tels que la gagnante de l'EGOT Rita Moreno, Rosemary Clooney, Doc Severinson (en) du Tonight Show et Al Jarreau,. En tant que directeur musical de Area 31, il a reçu une nomination aux Grammy Awards,.
Anthony Aibel est un invité régulier de l'émission de télévision Live at Five (en). Il a fait des apparitions dans des productions dirigées par les lauréats des Oscars Costa-Gavras et Martin Scorsese. Il réalise une série avec Judd Hirsch en guest star, le lauréat des Emmy Awards et des Tony Awards, qui joue un second rôle dans The Fabelmans, le nouveau film de Steven Spielberg.